# Gareth Evans (regista)
Gareth Huw Evans (Hirwaun, 1º gennaio 1980) è un regista, sceneggiatore e montatore britannico.
È conosciuto per aver introdotto l'arte marziale indonesiana del pencak silat nel mondo cinematografico attraverso i suoi film Merantau, The Raid - Redenzione e The Raid 2: Berandal.

## Biografia
Nato e cresciuto a Hirwaun, Cynon Valley, ha ottenuto un Master of Arts in sceneggiatura presso l'università di Glamorgan. Dopo aver diretto il suo primo lungometraggio a basso bugdet Footstep, è stato ingaggiato per la realizzazione di un documentario riguardo all'arte marziale indonesiana pencak silat. Proprio durante la realizzazione di questo progetto ha conosciuto l'artista marziale di pencak silat Iko Uwais, che allora lavorava come fattorino per una compagnia telefonica.
Evans scelse Uwais per il film Merantau, che conquistò molto presto la fama di film cult. Successivamente lavorò sempre con Uwais come protagonista alla realizzazione di film a budget più elevato come The Raid - Redenzione e il successivo The Raid 2: Berandal che hanno riscosso successo al botteghino e i favori della critica.

## Filmografia

### Cinema
- Footsteps (2006)
- Merantau (2009)
- The Raid - Redenzione (Serbuan Maut) (2011)
- Safe Haven, episodio di V/H/S/2 – co-regia con Timo Tjahjanto (2013)
- The Raid 2: Berandal (2014)
- Pre Vis Action – cortometraggio (2016)
- Apostolo (Apostle) (2018)
- Havoc (2025)

### Televisione
- Gangs of London – serie TV (2020-in corso)